# 第一代肯特伯爵威廉·内维尔
第一代肯特伯爵威廉·内维尔KG（William Neville, 1st Earl of Kent，约1410年—1463年1月9日）是一名英格兰贵族和士兵。他是第一代威斯摩蘭伯爵拉爾夫·內維爾的次子。